# Bidasar
Bidasar è una suddivisione dell'India, classificata come municipality, di 30.103 abitanti, situata nel distretto di Churu, nello stato federato del Rajasthan. In base al numero di abitanti la città rientra nella classe III (da 20.000 a 49.999 persone).

## Geografia fisica
La città è situata a 27° 54' 31 N e 74° 18' 15 E.

## Società

### Evoluzione demografica
Al censimento del 2001 la popolazione di Bidasar assommava a 30.103 persone, delle quali 15.550 maschi e 14.553 femmine. I bambini di età inferiore o uguale ai sei anni assommavano a 5.695, dei quali 3.013 maschi e 2.682 femmine. Infine, coloro che erano in grado di saper almeno leggere e scrivere erano 13.613, dei quali 8.692 maschi e 4.921 femmine.